# Jurij Onufrijenko
Jurij Iwanowicz Onufrijenko (ros. Юрий Иванович Онуфриенко, ur. 6 lutego 1961 we wsi Riasne w rejonie zołocziwskim w obwodzie charkowskim) – rosyjski kosmonauta pochodzenia ukraińskiego, Bohater Federacji Rosyjskiej (1996).

## Życiorys
W 1978 ukończył szkołę średnią w Zołocziwie, a w 1982 wyższą wojskową szkołę lotników w Jejsku i uzyskał dyplom lotnika-inżyniera. Służył jako lotnik i starszy lotnik 229 lotniczego pułku niszczycielsko-bombowego w Dalekowschodnim Okręgu Wojskowym. 25 stycznia 1989 został rekomendowany do włączenia w oddział kosmonautów, 22 kwietnia 1989 został kandydatem na kosmonautę, od czerwca 1989 do stycznia 1991 przechodził ogólne przygotowanie w centrum kosmicznym, a od kwietnia 1991 do kwietnia 1991 przygotowanie do programu "Mir", potem został dowódcą załogi rezerwowej. Od 21 lutego do 2 września 1996 odbywał swój pierwszy lot kosmiczny jako dowódca statku Sojuz TM-23 i stacji kosmicznej „Mir”. Spędził w kosmosie 193 dni, 19 godzin, 7 minut i 35 sekund. Od 5 grudnia 2001 do 19 czerwca 2002 wykonywał swój drugi lot kosmiczny jako dowódca 4 ekspedycji na Międzynarodową Stację Kosmiczną wraz z Carlem E. Walzem i Danielem W. Burschem; startował na STS-108, podczas pobytu na stacji dwa razy wychodził w otwarty kosmos.
Spędził w kosmosie 195 dni, 19 godzin, 39 minut i 17 sekund.

## Odznaczenia
- Bohater Federacji Rosyjskiej (16 października 1996)
- Order „Za zasługi dla Ojczyzny” IV klasy
- Lotnik-Kosmonauta Federacji Rosyjskiej
- Medal za Lot Kosmiczny (NASA, dwukrotnie)
- Distinguished Public Service Medal (NASA)
- Legia Honorowa (Francja)
- Universal Astronaut Insignia za lot orbitalny (nr 342) – Stowarzyszenie Uczestników Lotów Kosmicznych (Association of Space Explorers(inne języki))[1]